# 美美津縣
美美津縣（日语：／ Mimitsu ken */?）是日本於1871年設立的行政區劃，管轄範圍包括過去明治維新前日向國北部，相當於現在的宮崎縣北部地區，縣廳設於美美津；已於1873年與都城縣合併為宮崎縣。

## 歷史
1868年江戶幕府結束後，日向國內原屬幕府直轄的領地被劃入新設立的富高縣，同年又被劃入管轄整個九州東半部舊幕府直轄領地的日田縣。1871年日本實施廢藩置縣，延岡藩、高鍋藩、佐土原藩分別被改設為延岡縣、高鍋縣、佐土原縣；同年11月，又決定將位於舊日向國的延岡縣、高鍋縣、佐土原縣，及日田縣位於日向國的區域，人吉縣位於日向國的區域整併為新的縣，新縣的縣廳設於兒湯郡美美津（位於現在的日向市），因此新縣命名為「美美津縣」。
1873年1月，與都城縣合併為新設立的宮崎縣。

## 轄區
- 日向國
  - 臼杵郡
  - 兒湯郡
  - 宮崎郡的部分區域
  - 諸縣郡的部分區域
  - 那珂郡的部分區域

## 歴任知事
| 職稱       | 姓名     | 上任日期               | 卸任日期               | 備註                             |
| ---------- | -------- | ---------------------- | ---------------------- | -------------------------------- |
| 參事       | 橋口兼三 | 1871年11月14日（舊曆） | 1871年12月17日（舊曆） | 前鹿兒島縣權大參事、原薩摩藩藩士 |
| 參事       | 福山健偉 | 1871年12月18日（舊曆） | 1873年1月15日          | 原薩摩藩藩士                     |
| 參考資料： |          |                        |                        |                                  |